# Щербовецька сільська рада
| Щербовецька сільська рада — колишній орган місцевого самоврядування у Воловецькому районі Закарпатської області з адміністративним центром у с. Щербовець. Сільській раді підпорядковані населені пункти: - с. Щербовець - с. Пашківці |

## Склад ради
Рада складається з 12 депутатів та голови.

## Керівний склад сільської ради
| ПІБ                    | Основні відомості                                                               | Дата обрання | Дата звільнення |
| ---------------------- | ------------------------------------------------------------------------------- | ------------ | --------------- |
| Щербей Юрій Андрійович | Сільський голова, 1961 року народження, освіта, безпартійний                    | 26.03.2006   | 31.10.2010      |
| Щербей Юрій Андрійович | Сільський голова, 1961 року народження, освіта середня спеціальна, безпартійний | 31.10.2010   | 22.11.2013      |

Примітка: таблиця складена за даними джерела

## Населення
Згідно з переписом УРСР 1989 року чисельність наявного населення сільської ради становила 476 осіб, з яких 236 чоловіків та 240 жінок.
За переписом населення України 2001 року в сільській раді мешкали 404 особи.

### Мова
Розподіл населення за рідною мовою за даними перепису 2001 року:
| Мова       | Відсоток |
| ---------- | -------- |
| українська | 99,75 %  |
| російська  | 0,25 %   |